# 蒂鲁帕蒂
蒂鲁帕蒂（英語：Tirupati），是印度安得拉邦奇图尔县的一座城市。人口287,588（2011年），使其成為安得拉邦人口密度第九大城市。蒂魯伯蒂是許多教育機構和大學的所在地。它是獻給毘濕奴的七地之一。在2012-13年度，印度旅遊部將蒂魯伯蒂評為最佳遺產城市。蒂魯伯蒂是印度的數百個智慧城市之一。

## 人口
2011年人口227657人，男性117786人，女性109871人；0—6岁人口23834人，男12254人，女11580人。